# Agnes Block

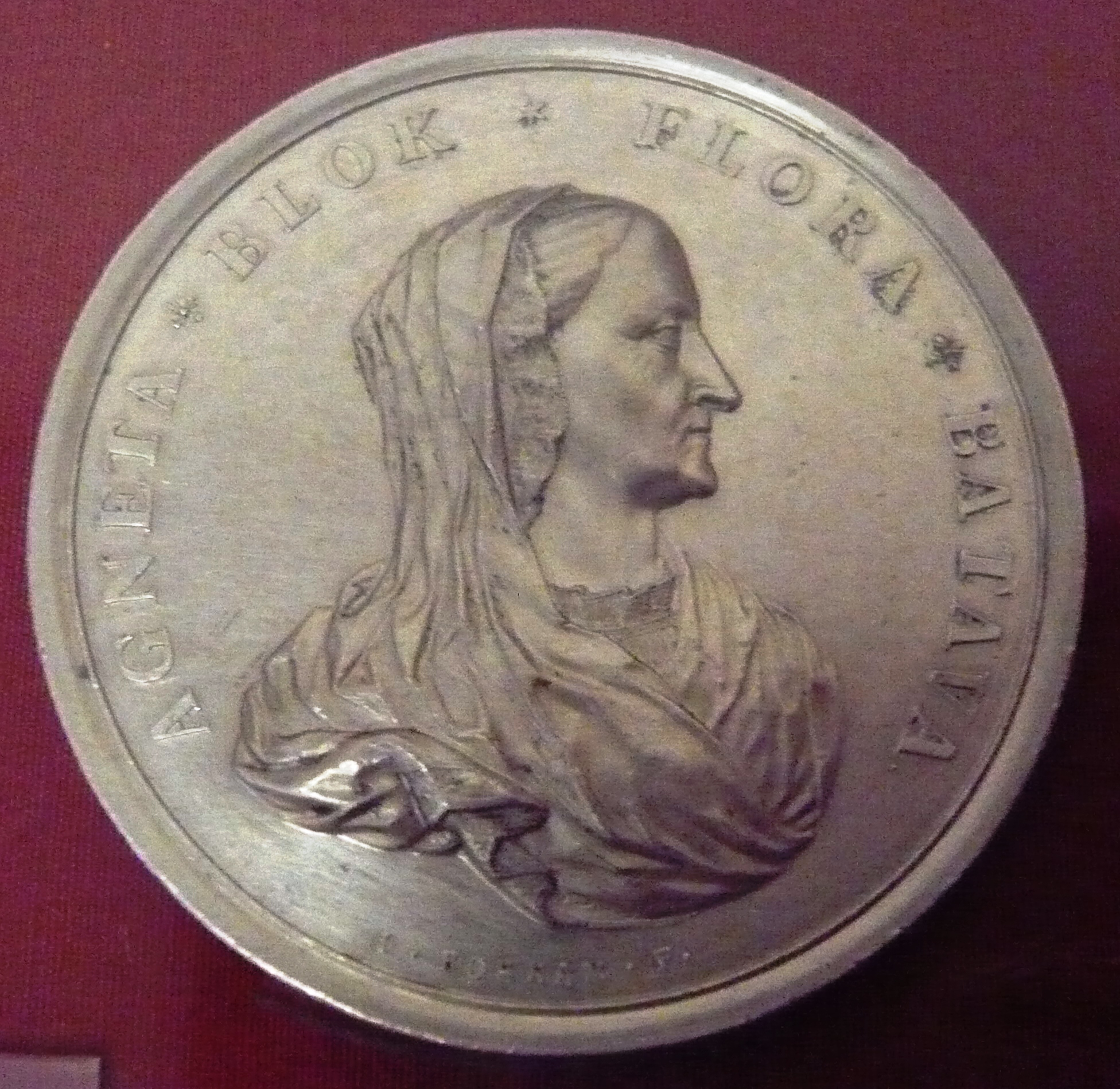
Agnes Blocks porträtt på en minnesmedalj från år 1700.

Agnes Block, född 29 oktober 1629 i Emmerich, död 20 april 1704 i Amsterdam, var en nederländsk botanisk illustratör.
Hon är främst känd för sina illustrationer av insekter och blommor. 